# Rúp Kund
Rúp Kund je vysokohorské ledovcové jezero v indickém státě Uttarákhand, kde v roce 1942 objevil lesní strážce okolo 300 až 600 lidských koster v různé fázi rozkladu. Některá lidská torza na sobě měla ještě kousky masa, jiné cáry oblečení a šperky, hole atd. Jezero leží v nadmořské výšce 4800 m n. m. (jiný zdroj uvádí 5029 m n. m.) pod pravým úbočím vrcholu Trisul v Garhwalském Himálaji a od objevení se malé jezero stalo cílem množství turistů, kteří chtějí spatřit bizarní jezero a okolní přírodu během výstupu. Samotné jezero je velice malé a přibližně pouze 2 metry hluboké. Po většinu roku je pokryté sněhem a ledem.
Jezero je většinu roku zamrzlé, což pomohlo zakonzervovat lidské ostatky v téměř dokonalém stavu. Oblast se stala předmětem již několika vědeckých expedic, které se snažily zjistit příčinu, proč se v jezeře nacházejí lidské ostatky, ale žádná nepřinesla nezpochybnitelné závěry. Byla vyslovena řada hypotéz, z nichž některé se záhy ukázaly jako mylné.
První domněnka, že jde o ostatky skupiny japonských vojáků, byla po prvním ohledání místa vyvrácena, protože se ukázalo, že kostry jsou nejméně sto let staré. Na základě radiouhlíkového datování z roku 1960 byla vyloučena i možnost, že šlo o Generála Zorawara Singha z Kašmíru a jeho vojáky, kteří zmizeli v Himálaji v roce 1841 při návratu z bitvy v Tibetu.

## Novodobý výzkum
Za podpory televizního kanálu National Geographic proběhl v roce 2004 výzkum, během něhož bylo z jezera vyzvednuto větší množství lebek, na kterých bylo možno pozorovat mělké a krátké praskliny. Vědci naznačili možnost, že zranění byla způsobena malými kulatými objekty o velikosti přibližně kriketového míčku. Jelikož se zranění neobjevila na jiných kostech, ale pouze na lebkách, přivedlo je to k názoru, že předměty musely padat shora. Moderní vysvětlení tedy předpokládá smrt způsobenou extrémně velikými kroupami. Během výzkumu byly také objeveny šperky, prsteny, kopí, kožené boty a bambusové hole, což podporuje hypotézu, že se jednalo o poutníky, se kterými šly i ženy.

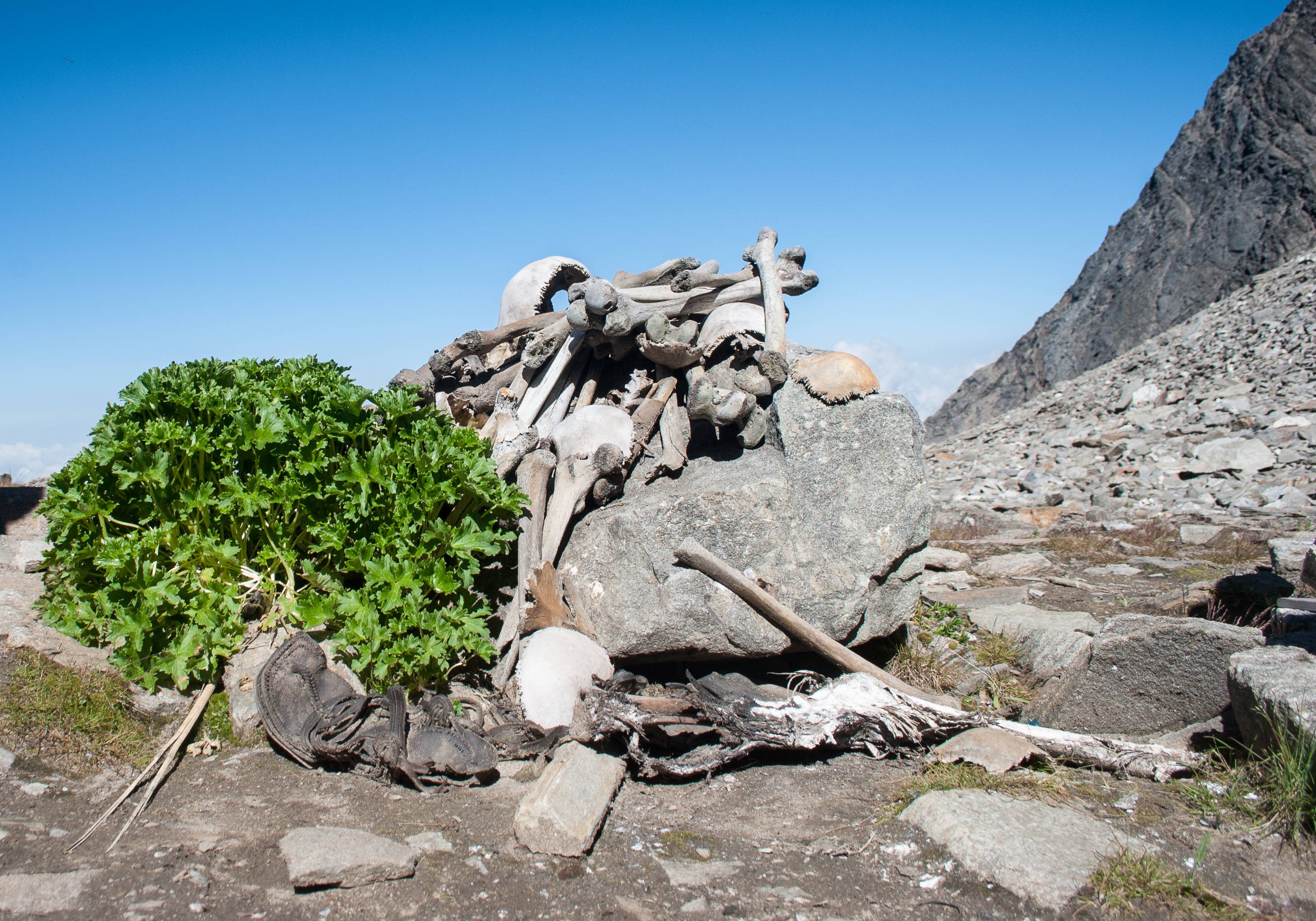
Lidské kosti v jezeře Rúp Kund

Pozdější radiouhlíkové datování na univerzitě v Oxfordu ukázalo, že předměty pocházejí přibližně z roku 850 n. l. Ostatky byly podrobeny zkoumání DNA, které ukázalo, že některá těla patřila příslušníkům etnika z oblasti Maháráštry a další k lidem žijícím v Garhválu.

## Pověst
Výše uvedené výzkumy se poměrně dobře shodují s místní pověstí, podle níž jsou mrtví v jezeře poutníky, kteří rozhněvali tamní bohyni Nanda Devi. Tato bohyně se provdala za boha Šivu a v souladu s místní tradicí po nějaké době navštívila svoji rodnou vesnici, aby zaplašila stesk. Na počest této události se zde nyní každých dvanáct let koná pouť, při níž desítky poutníků doprovázení její modlou a čtyřrohým beranem vedou bohyni zpět na horu Kailás. Poutníci bohyni i berana opustí u jezera Rúp Kund, neboť zbytek cesty již mají vykonat sami.
Podle pověsti se jednou na takovou pouť vydal i vládce oblasti Kannaudž s velmi početným průvodem, v němž byla také jeho těhotná manželka, a dále sluhové, tanečníci a hudebníci. Když dorazili až k jezeru, vládce se v rozporu s tradicí rozhodl, že budou v cestě pokračovat, a to včetně jeho manželky a během cesty narozeného dítěte, aniž by dbal toho, že novorozenci a ženy po porodu jsou po nějakou dobu považováni za nečisté. Bohyně Nanda Devi se rozlítila nad tímto nedostatkem úcty a seslala na průvod obrovskou bouři, která všechny zahubila.